# Walsh County
Das Walsh County ist ein County im US-amerikanischen Bundesstaat North Dakota. Im Jahr 2010 hatte das County 11.119 Einwohner und eine Bevölkerungsdichte von 3,3 Einwohnern pro Quadratkilometer. Der Verwaltungssitz (County Seat) ist Grafton.

## Geografie
Das County liegt im Nordosten North Dakotas und wird im Osten vom Red River of the North begrenzt, der die Grenze zu Minnesota bildet. Es hat eine Fläche von 3352 Quadratkilometern, wovon 32 Quadratkilometer Wasserfläche sind. An das Walsh County grenzen folgende Nachbarcountys:
| Cavalier County | Pembina County     |                             |
| Ramsey County   |                    | Marshall County (Minnesota) |
| Nelson County   | Grand Forks County |                             |

## Geschichte
Das Walsh County wurde am 18. Februar 1881 gebildet und am 30. August des gleichen Jahres abschließend organisiert. Benannt wurde es nach George H. Walsh (1845–1913), einem frühen Siedler in dieser Gegend und späteren Herausgeber einer Zeitung in Grand Forks. Walsh war Mitglied der gesetzgebenden Versammlung des Dakota-Territoriums und der North Dakota Legislative Assembly.
15 Bauwerke und Stätten des Countys sind insgesamt im National Register of Historic Places eingetragen (Stand 3. April 2018).

## Demografische Daten

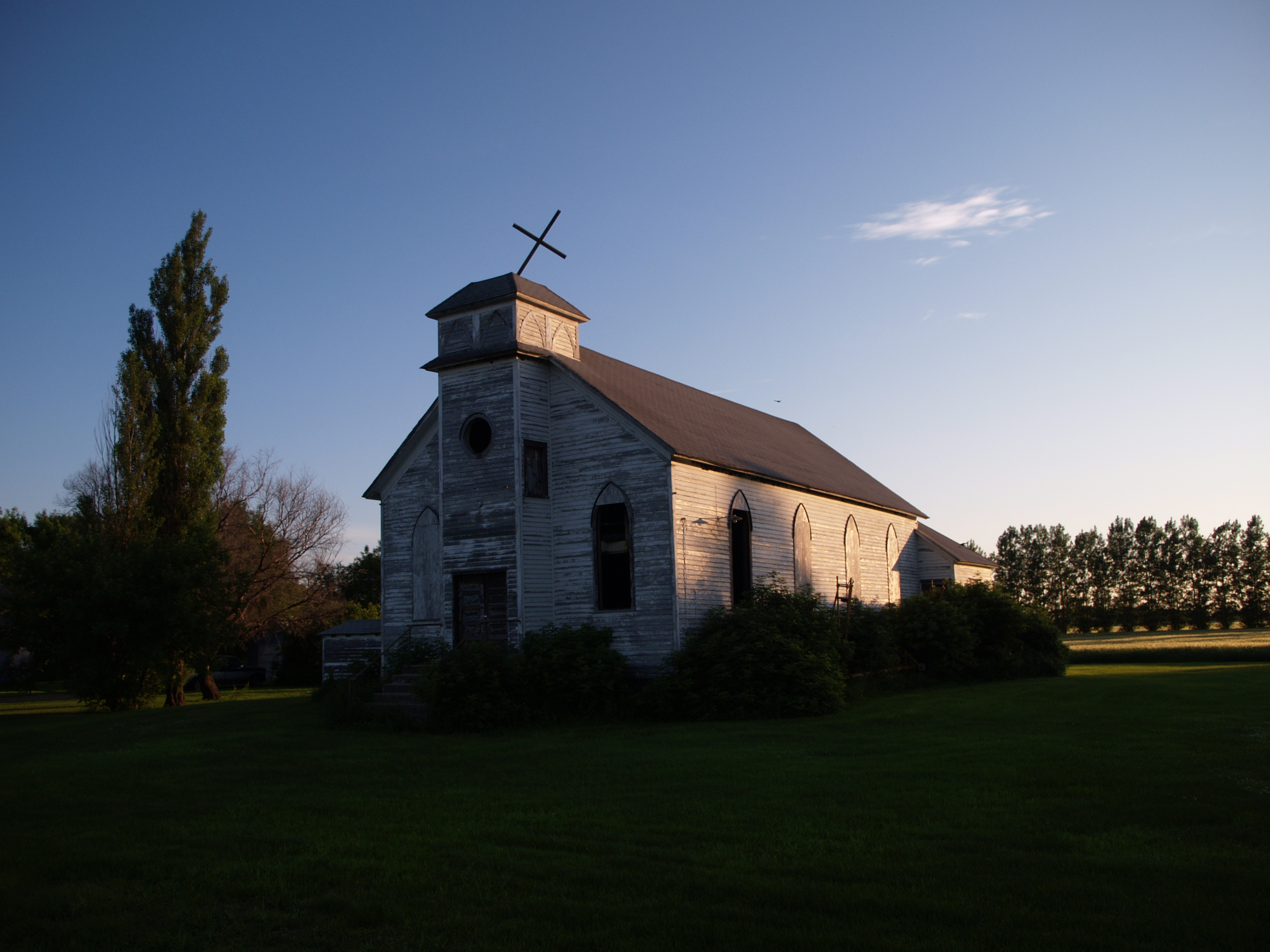
Kirchenruine in Auburn bei Grafton

Nach der Volkszählung im Jahr 2010 lebten im Walsh County 11.119 Menschen in 4825 Haushalten. Die Bevölkerungsdichte betrug 3,3 Einwohner pro Quadratkilometer. In den 4825 Haushalten lebten statistisch je 2,23 Personen.
Ethnisch betrachtet setzte sich die Bevölkerung zusammen aus 96,5 Prozent Weißen, 0,3 Prozent Afroamerikanern, 1,5 Prozent amerikanischen Ureinwohnern, 0,4 Prozent Asiaten, 0,1 Prozent Polynesiern sowie aus anderen ethnischen Gruppen; 1,2 Prozent stammten von zwei oder mehr Ethnien ab. Unabhängig von der ethnischen Zugehörigkeit waren 9,8 Prozent der Bevölkerung spanischer oder lateinamerikanischer Abstammung.
21,6 Prozent der Bevölkerung waren unter 18 Jahre alt, 57,5 Prozent waren zwischen 18 und 64 und 20,9 Prozent waren 65 Jahre oder älter. 49,3 Prozent der Bevölkerung war weiblich.
Das jährliche Durchschnittseinkommen eines Haushalts lag bei 46.453 USD. Das Pro-Kopf-Einkommen betrug 25.377 USD. 10,3 Prozent der Einwohner lebten unterhalb der Armutsgrenze.

## Ortschaften im Walsh County
Citys
| - Adams - Ardoch - Conway - Edinburg - Fairdale | - Fordville - Forest River - Grafton - Hoople - Lankin | - Minto - Park River - Pisek |

Census-designated places (CDP)
- Auburn
- Nash

Unincorporated Communities
| - Cashel - Herrick - Herriott - Kellogg - Kerry | - Mandt - Oakwood - Ops - Pleasant Valley - Poland | - Veseleyville - Voss - Warsaw |

## Gliederung
Das Walsh County ist in neben den 13 Citys in 36 Townships eingeteilt:
| Township              | Einwohner (2010) | FIPS     |
| --------------------- | ---------------- | -------- |
| Acton Township        | 96               | 38-00260 |
| Adams Township        | 46               | 38-00380 |
| Ardoch Township       | 69               | 38-02900 |
| Cleveland Township    | 76               | 38-14700 |
| Dewey Township        | 38               | 38-19460 |
| Dundee Township       | 90               | 38-20900 |
| Eden Township         | 42               | 38-22020 |
| Farmington Township   | 176              | 38-25860 |
| Fertile Township      | 250              | 38-26100 |
| Forest River Township | 63               | 38-27140 |
| Glenwood Township     | 201              | 38-30940 |
| Golden Township       | 101              | 38-31060 |

| Township            | Einwohner (2010) | FIPS     |
| ------------------- | ---------------- | -------- |
| Grafton Township    | 288              | 38-31860 |
| Harriston Township  | 131              | 38-35740 |
| Kensington Township | 244              | 38-42260 |
| Kinloss Township    | 32               | 38-42900 |
| Lampton Township    | 106              | 38-44620 |
| Latona Township     | 56               | 38-45260 |
| Martin Township     | 114              | 38-51140 |
| Medford Township    | 62               | 38-51780 |
| Norton Township     | 69               | 38-58380 |
| Oakwood Township    | 228              | 38-58980 |
| Ops Township        | 63               | 38-59540 |
| Perth Township      | 52               | 38-61820 |

| Township                | Einwohner (2010) | FIPS     |
| ----------------------- | ---------------- | -------- |
| Prairie Centre Township | 107              | 38-64270 |
| Pulaski Township        | 88               | 38-64860 |
| Rushford Township       | 85               | 38-68940 |
| St. Andrews Township    | 52               | 38-69620 |
| Sauter Township         | 37               | 38-70940 |
| Shepherd Township       | 37               | 38-72380 |
| Silvesta Township       | 38               | 38-73220 |
| Tiber Township          | 72               | 38-78820 |
| Vernon Township         | 88               | 38-81860 |
| Vesta Township          | 31               | 38-81980 |
| Walsh Centre Township   | 154              | 38-83180 |
| Walshville Township     | 112              | 38-83220 |